# Kwail
Kwail (kor. 과일군, Kwail-gun) – powiat w Korei Północnej, w prowincji Hwanghae Południowe. W 2008 roku liczył 89 895 mieszkańców. Graniczy z powiatami Chang’yŏn od południa, Ŭllyul od północy oraz Songhwa od wschodu. Powiat znajduje się nad Morzem Żółtym, określanym w Korei Północnej jako Morze Zachodniokoreańskie. Przez powiat przebiega 117-kilometrowa linia Ŭllyul z miasta Sariwŏn (prowincja Hwanghae Północne) do stacji Ch’ŏlgwang w powiecie Ŭllyul.

## Historia
Do marca 1963 terytorium powiatu Kwail stanowiło część powiatu Songhwa. W obecnej formie powiat powstał dopiero w październiku 1967 roku, gdy składał się z jednego miasteczka (Kwail-ŭp) i 22 wsi (kor. ri).

## Gospodarka
Lokalna gospodarka oparta jest na sadownictwie i rolnictwie. Region słynie z sadów owocowych – nieprzypadkowo otrzymał nazwę Kwail (kor. 과일), co w języku koreańskim oznacza „owoc”.

## Podział administracyjny powiatu
W skład powiatu wchodzą następujące jednostki administracyjne:
| Nazwa jednostki administracyjnej | Rodzaj jednostki administracyjnej | Hangul |
| -------------------------------- | --------------------------------- | ------ |
| Kwail-ŭp                         | miasteczko                        | 과일읍 |
| Sinp'yŏng-ri                     | wieś                              | 신평리 |
| Sup'ung-ri                       | wieś                              | 수풍리 |
| Sindae-ri                        | wieś                              | 신대리 |
| Yŏmjŏn-ri                        | wieś                              | 염전리 |
| P'ogu-ri                         | wieś                              | 포구리 |
| Tŏk'an-ri                        | wieś                              | 덕안리 |
| Wŏlsa-ri                         | wieś                              | 월사리 |
| Ojŏng-ri                         | wieś                              | 오정리 |
| Jang'am-ri                       | wieś                              | 장암리 |
| Songgok-ri                       | wieś                              | 송곡리 |
| Ryonghak-ri                      | wieś                              | 룡학리 |
| Sagi-ri                          | wieś                              | 사기리 |
| Unsan-ri                         | wieś                              | 운산리 |
| Ryul-ri                          | wieś                              | 률리   |
| Sansu-ri                         | wieś                              | 산수리 |
| xxx-ri                           | wieś                              | 석도리 |
| Pukch'ang-ri                     | wieś                              | 북창리 |
| Segyo-ri                         | wieś                              | 세교리 |
| Yŏngwang-ri                      | wieś                              | 연광리 |
| Ch'ŏngnyong-ri                   | wieś                              | 청룡리 |
| Ch’ŏllam-ri                      | wieś                              | 천남리 |
| Nonbŏl-ri                        | wieś                              | 논벌리 |
| Tŏkjŏng-ri                       | wieś                              | 덕정리 |
| P'unghae-ri                      | wieś                              | 풍해리 |